# Embalse de Sobradinho
El embalse de Sobradinho es un gran embalse situado en Sobradinho, al norte del estado brasileño de Bahía. El embalse mide aproximadamente 320 km de largo, 4.214 km² en superficie y una capacidad de almacenamiento de 34,1 km³ a su elevación nominal de 392,5 m, siendo el 12º embalse (lago artificial) por área del mundo. El lago encierra las aguas del río São Francisco, uno de los ríos más grandes e importantes de Brasil.
El embalse, que representa 60,4% de los recursos hidroeléctricos del nordeste de Brasil, tiene condiciones para garantizar el suministro de energía para la región durante dos años pero su nivel de agua es muy poco fiable. En algunos años la sequía puede ser tan crítica que el suministro de energía está en duda. En octubre de 2001 tenía sólo el 5,46% de su volumen útil de 28 km³, pero con las lluvias de noviembre río arriba mejoró la situación.